# Theretra natashae
Theretra natashae là một loài bướm đêm thuộc họ Sphingidae. Nó được tìm thấy ở Indonesia.
Nó rất giống với loài Theretra incarnata.

## Phụ loài
- Theretra natashae natashae
- Theretra natashae paukstadtorum Eitschberger, 2000 (Lombok)